# Saint-François-Lacroix
Saint-François-Lacroix là một xã trong tỉnh Moselle, vùng Grand Est đông bắc nước Pháp.